# Kant (Kirguistán)
Kant (kirguís y ruso: Кант) es una ciudad de Kirguistán, capital del distrito de Ysyk-Ata en la provincia de Chuy.
En 2009 tenía una población de 21 589 habitantes.
La localidad fue fundada en 1928 como un poblado para la industria del azúcar, producto agrícola que en kirguís se conoce como kant. En 1941 comenzó su desarrollo urbano, al asentarse aquí numerosos alemanes étnicos expulsados de la disuelta República Autónoma Socialista Soviética de los Alemanes del Volga, al mismo tiempo que se establecía aquí la base aérea de Kant, que fue un importante centro de entrenamiento militar en la Unión Soviética. La localidad adoptó estatus urbano en 1985. Desde 2003, la base aérea está arrendada a la Fuerza Aérea de Rusia.
Se ubica unos 10 km al este de la capital nacional Biskek, sobre la carretera A365 que lleva a Tokmak.

## Clima
| Parámetros climáticos promedio de Kant | Parámetros climáticos promedio de Kant | Parámetros climáticos promedio de Kant | Parámetros climáticos promedio de Kant | Parámetros climáticos promedio de Kant | Parámetros climáticos promedio de Kant | Parámetros climáticos promedio de Kant | Parámetros climáticos promedio de Kant | Parámetros climáticos promedio de Kant | Parámetros climáticos promedio de Kant | Parámetros climáticos promedio de Kant | Parámetros climáticos promedio de Kant | Parámetros climáticos promedio de Kant | Parámetros climáticos promedio de Kant |
| Mes                                    | Ene.                                   | Feb.                                   | Mar.                                   | Abr.                                   | May.                                   | Jun.                                   | Jul.                                   | Ago.                                   | Sep.                                   | Oct.                                   | Nov.                                   | Dic.                                   | Anual                                  |
| -------------------------------------- | -------------------------------------- | -------------------------------------- | -------------------------------------- | -------------------------------------- | -------------------------------------- | -------------------------------------- | -------------------------------------- | -------------------------------------- | -------------------------------------- | -------------------------------------- | -------------------------------------- | -------------------------------------- | -------------------------------------- |
| Temp. máx. media (°C)                  | 1.4                                    | 2.6                                    | 9.2                                    | 17.9                                   | 23.0                                   | 27.9                                   | 31.0                                   | 29.9                                   | 24.7                                   | 17.0                                   | 8.6                                    | 3.4                                    | 16.4                                   |
| Temp. media (°C)                       | -4.2                                   | -2.9                                   | 3.9                                    | 11.8                                   | 16.7                                   | 21.1                                   | 23.9                                   | 22.5                                   | 17.4                                   | 10.6                                   | 3.2                                    | -1.8                                   | 10.2                                   |
| Temp. mín. media (°C)                  | -9.8                                   | -8.4                                   | -1.4                                   | 5.7                                    | 10.5                                   | 14.4                                   | 16.8                                   | 15.2                                   | 10.2                                   | 4.2                                    | -2.2                                   | -6.9                                   | 4                                      |
| Precipitación total (mm)               | 25                                     | 29                                     | 48                                     | 73                                     | 65                                     | 35                                     | 16                                     | 11                                     | 16                                     | 40                                     | 39                                     | 27                                     | 424                                    |
| Fuente: Climate-Data.org               |                                        |                                        |                                        |                                        |                                        |                                        |                                        |                                        |                                        |                                        |                                        |                                        |                                        |

## Deportes
- FC Abdish-Ata Kant